# 성내동 (삼척시)
성내동(城內洞)은 강원특별자치도 삼척시의 법정동이자 행정동이다.

## 연혁
- 1986년 1월 1일 삼척군 삼척읍의 시 승격으로 월계동이 신설되었다.
- 1992년 10월 15일 동 명칭을 월계동에서 당저동으로 개칭하였다.
- 1995년 자지동(紫芝洞)의 명칭을 자원동(紫園洞)으로 개칭하였다.
- 1998년 10월 26일 당저동, 도원동, 남양동 일부(읍중동, 읍상동, 성내동, 성북동, 성남동)를 통합하여 성내동으로 개칭하여 신설하였다.

## 법정동
현재 관할 법정동은 15개로 다음과 같다.
- 건지동(乾芝洞)

아파트 단지가 2개 있다.
- 근산동(近山洞)

506.6m 높이의 산인 근산이 있다. 산골 마을이다.
- 당저동(塘底洞)

성내동에서 가장 번화한 동네로, 대학로를 따라 상권이 형성되어 있다.
- 도경동(桃京洞)

산골 마을이며, 도경리역이 있다.
- 등봉동(登鳳洞)

동해고속도로 삼척나들목으로 가는 길이다.
- 마평동(馬坪洞)

완전 촌락이다.
- 성남동(城南洞)

삼척문화예술회관, 삼척엑스포공원이 있다.
- 성내동(城內洞)

죽서루가 있다.
- 성북동(城北洞)

고려의 제후왕인 실직군왕의 묘가 있다. 실직군왕릉.
- 오사동(五士洞)

삼척중학교의 남쪽에 있는 마을이며, 작은 촌락이다.
- 원당동(元堂洞)

삼척나들목 쪽에 있으며, 아파트 단지가 있고, 성내동의 유일한 초등학교 서부초등학교가 있다.
- 읍상동(邑上洞)

죽서루 옆동네며, 작은 규모의 가게들이 있다.
- 읍중동(邑中洞)

삼척문화원이 있으며, 대학로의 일부가 있다.
- 자원동(紫園洞)

삼척중학교가 있다. 자원동(紫園洞)은 1995년까지 자지동(紫芝洞)이였지만 숱한 민원으로 개칭되었다.
- 평전동(平田洞)

동해고속도로 삼척나들목이 있다.

## 교육 기관
- 고등학교 : 삼척고등학교
- 중학교 : 삼척중학교, 청아중학교
- 초등학교 : 서부초등학교

## 문화재
- 보물 제213호 : 죽서루
- 명승 제28호 : 삼척 죽서루와 오십천
- 강원특별자치도기념물 제15호 : 실직군왕릉
- 강원특별자치도민속자료 제2호 : 홍서대
- 강원특별자치도문화재자료 제144호 : 삼척 고천리 석불좌상
- 등록문화재 제141호 : 삼척 천주교 성내동성당
- 등록문화재 제298호 : 삼척 도경리역

## 교통
- 영동선 도경리역

## 아파트
| 단지명        | 건설사                  | 시행사       | 주소                  | 입주        | 비고     |
| ------------- | ----------------------- | ------------ | --------------------- | ----------- | -------- |
| 삼척 건지주공 | 극동건설 ㈜우일건설산업 | 대한주택공사 | 엑스포로 174 (건지동) | 2006년 12월 | 국민임대 |